# Операція «Плуто»
Операція «Плуто» (англ. Operation PLUTO, від скорочення Pipe-Lines Under The Ocean — трубопровід під океаном) — кодова назва операції з логістичного забезпечення військ, що висадилися на узбережжя Нормандії паливно-мастильними матеріалами, проведеної союзниками під час операції «Нептун».
Операція була розроблена та реалізована на практиці британськими науковцями, експертами нафтових компаній та представниками збройних сил. За мету цієї операції ставилося обладнання величезного трубопроводу, що пролягав по дну Ла-Маншу між узбережжям Англії та Франції, для забезпечення угруповання союзних військ на берегу Нормандії. Принципова схема конструкції була запропонована головним інженером англо-іранської нафтової компанії Артуром Хартлі.
Створення трубопровідної системи дозволяло позбавитися необхідності залучати в загрозливих умовах цього регіону бойових дій танкерів, дуже вразливих для знищення німецькими підводними човнами, й до речі дуже необхідними на Тихоокеанському театрі воєнних дій.